# Mini Countryman
El Mini Countryman es un automóvil todocamino del segmento B que el fabricante alemán BMW puso a la venta en el tercer trimestre del año 2010. Tiene carrocería de cinco puertas, motor delantero transversal, tracción delantera o a las cuatro ruedas, y cuatro o cinco plazas. Tiene como rivales al Daihatsu Terios, el Ford EcoSport, el Fiat 500X, el Jeep Renegade, el Kia Soul, el Opel Mokka, el Peugeot 2008, el Nissan Juke, el Renault Captur, el Suzuki SX4 y el Toyota Ist.
El primer prototipo del modelo se mostró en el Salón del Automóvil de París de 2008. Su nombre proviene de una versión del Mini original. La primera generación del Countryman es fabricado por la empresa austríaca Magna Steyr.
Los motores gasolina del Countryman son un cuatro cilindros en línea de 1.6 litros y 98, 122 o 184 CV, los dos primeros atmosféricos y el tercero turboalimentado. Por su parte, el diésel es un cuatro cilindros en línea de 1.6 litros y 90 o 112 CV, y un 2.0 litros con 143 CV, en todos casos con turbocompresor e inyección directa common-rail. Hay cajas de cambios manuales y automáticas, en ambos casos de seis marchas.
La segunda generación del Countryman se presentó en el Salón del Automóvil de Los Ángeles de 2016 y se comenzó a vender en febrero de 2017. Los motores gasolina serán un 1.5 litros tricilíndrico de 136 CV, un 2.0 litros de cuatro cilindros y 192 CV, y un 1.5 litros tricilíndrico equipado con sistema híbrido cuya potencia total es de 224 CV. En tanto, los motores diésel serán un 1.5 litros de tres cilindros y 116 CV y un 2.0 litros de cuatro cilindros en variantes de 150 y 190 CV. Tiene más espacio que el modelo anterior. Se ofrece además en versión híbrida enchufable.
El Mini John Cooper Works WRC, basado en el Countryman, compitió en el Campeonato Mundial de Rally desde 2011 hasta 2013, con el que Daniel Sordo obtuvo tres podios con el equipo oficial Mini WRC Team. El equipo JRM ha competido en rallycross desde 2015 con versiones desarrolladas de los WRC, con Liam Doran al volante.
Por su parte, el MINI ALL4 Racing, también basado en el Countryman, ganó en el Rally Dakar en las ediciones de 2012 a 2015 con los pilotos Stéphane Peterhansel, Nani Roma y Nasser Al-Attiyah, además de otras carreras de rally raid. Jean-Philippe Dayraut ganó el Trofeo Andros de 2013 y 2014 con el Countryman. En 2013, un compitió en el Pikes Peak International Hill Climb, obteniendo el tercer puesto absoluto.

## Galería de imágenes
|                      |
| Mini Countryman 2012 |

|                      |
| Mini Countryman 2017 |

|                            |
| Mini John Cooper Works WRC |

|                  |
| MINI ALL4 Racing |